# Code Geass: Lelouch of the Re;surrection
Pour plus de détails, voir Fiche technique et Distribution.
Code Geass: Lelouch of the Re;surrection (コードギアス 復活のルルーシュ, Kōdo Giasu: Fukkatsu no Rurūshu) est un film japonais réalisé par Gorō Taniguchi, sorti en 2019. Il fait suite à l'anime Code Geass et plus précisément des trois films récapitulatifs qui en ont été tirés.

## Synopsis
Un an après la mort de Lelouch, le monde traverse une période de paix sans précédent. Mais cette paix semble menacé lorsqu'un mystérieux groupe armé enlève Nunnally et Suzaku incarnant Zero. Bien qu'il n'y ait aucune preuve, tout laisse penser qu'il s'agirait du Zilkhstan, petit pays situé dans un désert en grave déclin économique car il tirait l'essentiel de ses richesses de la guerre. Pendant ce temps, CC se dirige vers le Zilkhstan avec Lelouch.

## Fiche technique
- Titre : Code Geass: Lelouch of the Re;surrection
- Titre original : コードギアス 復活のルルーシュ (Kōdo Giasu: Fukkatsu no Rurūshu?)
- Réalisation : Gorō Taniguchi
- Scénario : Ichirō Ōkouchi
- Musique : Hitomi Kuroishi et Kōtarō Nakagawa
- Photographie : Hiroyuki Chiba
- Montage : Seiji Morita
- Société de production : Sunrise
- Société de distribution : Showgate (Japon)
- Pays d'origine :  Japon
- Genre : Animation, action et science-fiction
- Durée : 113 minutes[1]
- Dates de sortie : 
  - Japon : 9 février 2019[1]
  - États-Unis : 5 mai 2019
  - France : 6 août 2021

## Doublage

### Voix japonaises
- Jun Fukuyama : Lelouch
- Yukana : C.C.
- Takahiro Sakurai : Suzaku
- Ami Koshimizu : Kallen
- Ayumu Murase : Shalio
- Nobunaga Shimazaki : Shesthaal
- Wataru Takagi : Bitool
- Keiko Toda : Shamna
- Akio Ōtsuka : Forgner
- Kenjirō Tsuda : Qujappat
- Kaori Nazuka : Nunnally
- Tetsu Shiratori : Lloyd
- Satomi Arai : Sayoko Shinozaki

### Voix françaises
- Thierry Bourdon : Lelouch Lamperouge
- Marie Diot : C.C.
- Adrien Solis : Suzaku Kururugi
- Jessie Lambotte : Kallen Kozuki
- Benjamin Bollen : Shalio
- Mark Lesser : Shesthaal
- Julien Chatelet : Bitool
- Marie Chevalot : Shamna
- Paul Borne : Forgnar
- Nessym Guetat : Qujappat
- Frédérique Marlot : Nunnally Vi Britannia, Shirley Fenette
- Eric Chevalier : Lloyd Asplund
- Julie Deliquet : Sayoko Shinozaki
- Damien Da Silva : Kaname Ougi
- Jérémy Zylberberg : Shinichiro Tamaki
- Laura Zichy : Cornelia Li Britannia
- Philippe Roullier : Jeremiah Gottwald
- Olivia Dutron : Cécile Croomy
- Caroline Combes : Nina Einstein
- Jean-Marco Montalto : Schneizelel Britannia
- Grégory Laisné : Kanon Maldini
- Vincent de Boüard : Rivalz Cardemonde
- Tony Marot, Bruno Méyère : voix additionnelles

## Box-office
Le film a rapporté 9 millions de dollars au box-office japonais.